# Julius von Szöreghy
Julius von Szöreghy (* 30. September 1883 als Gyula Szöreghy in Budapest, Österreich-Ungarn; † 22. Dezember 1942 ebenda) war ein ungarischer Schauspieler und Filmregisseur.

## Leben
Gyula Szöreghy debütierte 1902 als Schauspieler und spielte an verschiedenen Theatern, zum Beispiel in Temesvár und in Budapest. Seine Filmauftritte begannen 1913, bevor er 1920 nach Wien kam. Dort änderte er seinen Namen in Julius von Szöreghy. Seit 1925 wirkte er in deutschen Produktionen mit und wurde in der zweiten Hälfte der 1920er Jahre einer der bestbeschäftigten Nebendarsteller im deutsch-österreichischen Stummfilm.
Der stämmige Szöreghy verkörperte in der Regel komische Figuren, darunter merkwürdige Verwandte, Diener, Kleinbürger und Beamte. Nur selten erhielt er Hauptrollen, gelegentlich führte er selbst Regie. 1934 kehrte er nach Budapest zurück und setzte dort in ungarischen Produktionen seine Filmkarriere fort.

## Filmografie (Auswahl)
- 1922: Zigeunerliebe
- 1922: Sodom und Gomorrha
- 1922: Sergius Panin
- 1923: Opfer des Hasses
- 1923: Der junge Medardus
- 1924: Max, der Zirkuskönig
- 1925: Schiff in Not
- 1925: Die vertauschte Braut
- 1925: Frauen, die man oft nicht grüßt
- 1925: Zwei Vagabunden im Prater (Co-Drehbuch)
- 1925: Der Hahn im Korb
- 1926: Wie einst im Mai
- 1926: Die dritte Eskadron
- 1926: Deutsche Herzen am deutschen Rhein
- 1926: Die Fahrt ins Abenteuer
- 1926: Die Zwei und die Dame
- 1926: Ledige Töchter
- 1926: Schatz, mach’ Kasse
- 1926: Hoheit tanzt Walzer
- 1926: Eine Dubarry von heute
- 1926: Der goldene Schmetterling
- 1926: Durchlaucht Radieschen
- 1927: Eins plus Eins gleich Drei
- 1927: Da hält die Welt den Atem an
- 1927: Die glühende Gasse
- 1927: Orientexpress
- 1927: Die heilige Lüge
- 1927: Ein schwerer Fall
- 1927: Die schönsten Beine von Berlin
- 1927: Die tolle Lola
- 1927: Die Königin des Varietés
- 1927: Einbruch
- 1927: Hotelratten
- 1927: Die Frau im Schrank
- 1927: Der Fürst von Pappenheim
- 1927: Der fröhliche Weinberg
- 1927: Eheskandal im Hause Fromont jun. und Risler sen.
- 1927: Das tanzende Wien
- 1928: Zwei rote Rosen
- 1928: Die Dame in Schwarz
- 1928: Der Piccolo vom Goldenen Löwen
- 1928: Luther – Ein Film der deutschen Reformation
- 1928: Artisten
- 1928: Mikosch rückt ein
- 1928: Saxophon-Susi
- 1928: Der Fall des Staatsanwalts M …
- 1928: Die Lamplgasse
- 1928: Die Dame mit der Maske
- 1928: Looping the Loop
- 1928: Prinzessin Olala
- 1928: Die drei Frauen von Urban Hell
- 1928: Das Haus ohne Männer
- 1928: Flucht vor Blond
- 1929: Der Zigeunerprimas
- 1929: Das Geständnis der Drei
- 1929: Nachtgestalten
- 1929: Die lustigen Vagabunden
- 1929: General Babka
- 1929: Der Onkel aus Sumatra (auch Regie)
- 1930: Eine Freundin so goldig wie Du
- 1930: Das alte Lied
- 1930: Das Wolgamädchen
- 1930: Der Wilddieb (auch Regie)
- 1930: Das Kabinett des Dr. Larifari
- 1931: Viktoria und ihr Husar
- 1931: Grock
- 1931: Strohwitwer
- 1931: Mein Leopold
- 1932: Nachtkolonne
- 1943: Karneval der Liebe